# St-Laurent (Hesse)
Die  römisch-katholische Kirche Saint-Laurent in Hesse (deutsch Hessen) ist eine ehemalige Abteikirche und der bauliche Rest einer mittelalterlichen Klosteranlage im Département Moselle in der historischen Region Lothringen.
Die Kirche wurde 1874 unter Denkmalschutz gestellt und wird seit 1919 als Monument historique geführt.

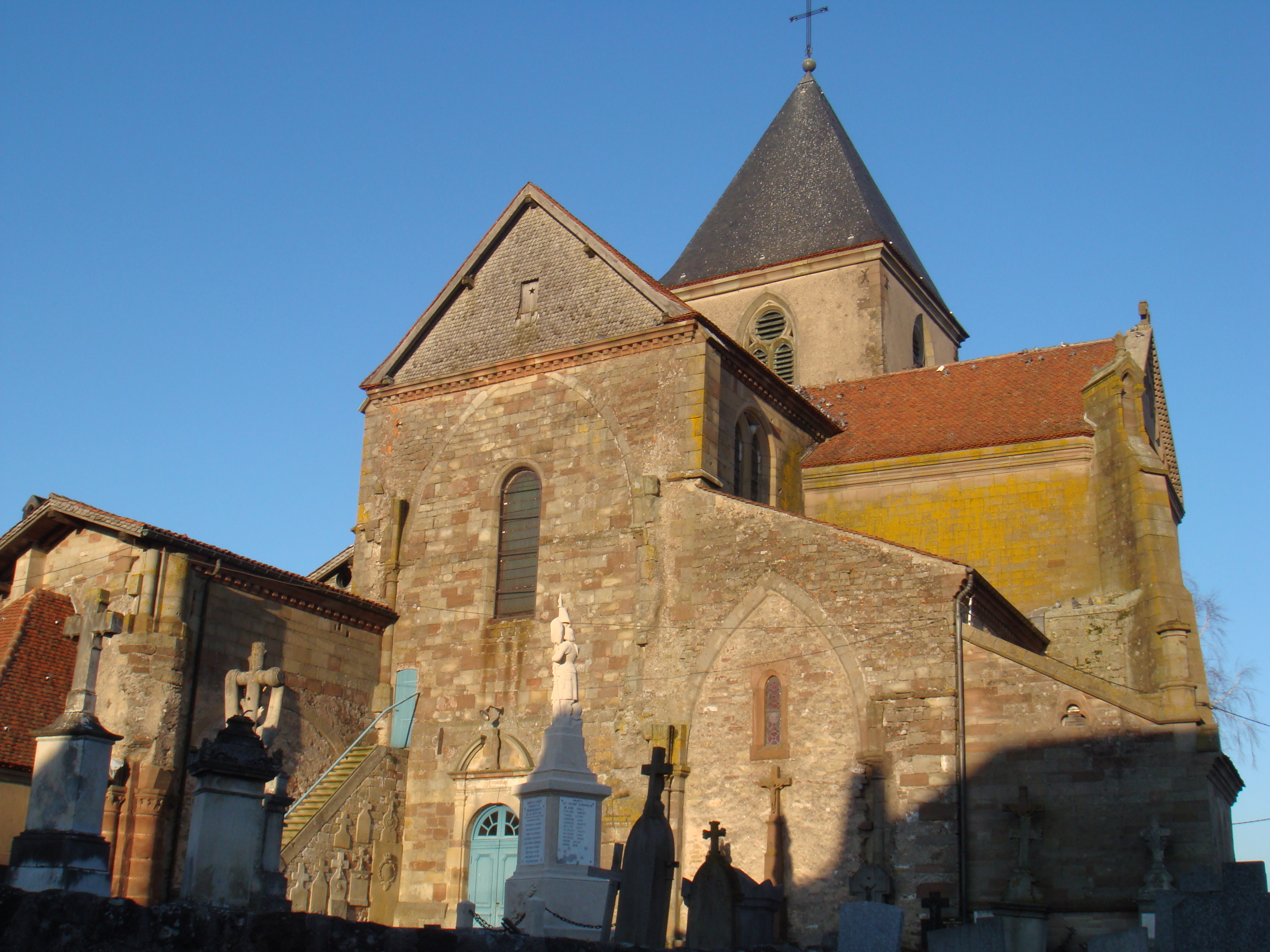
Klosterkirche St. Lorenz

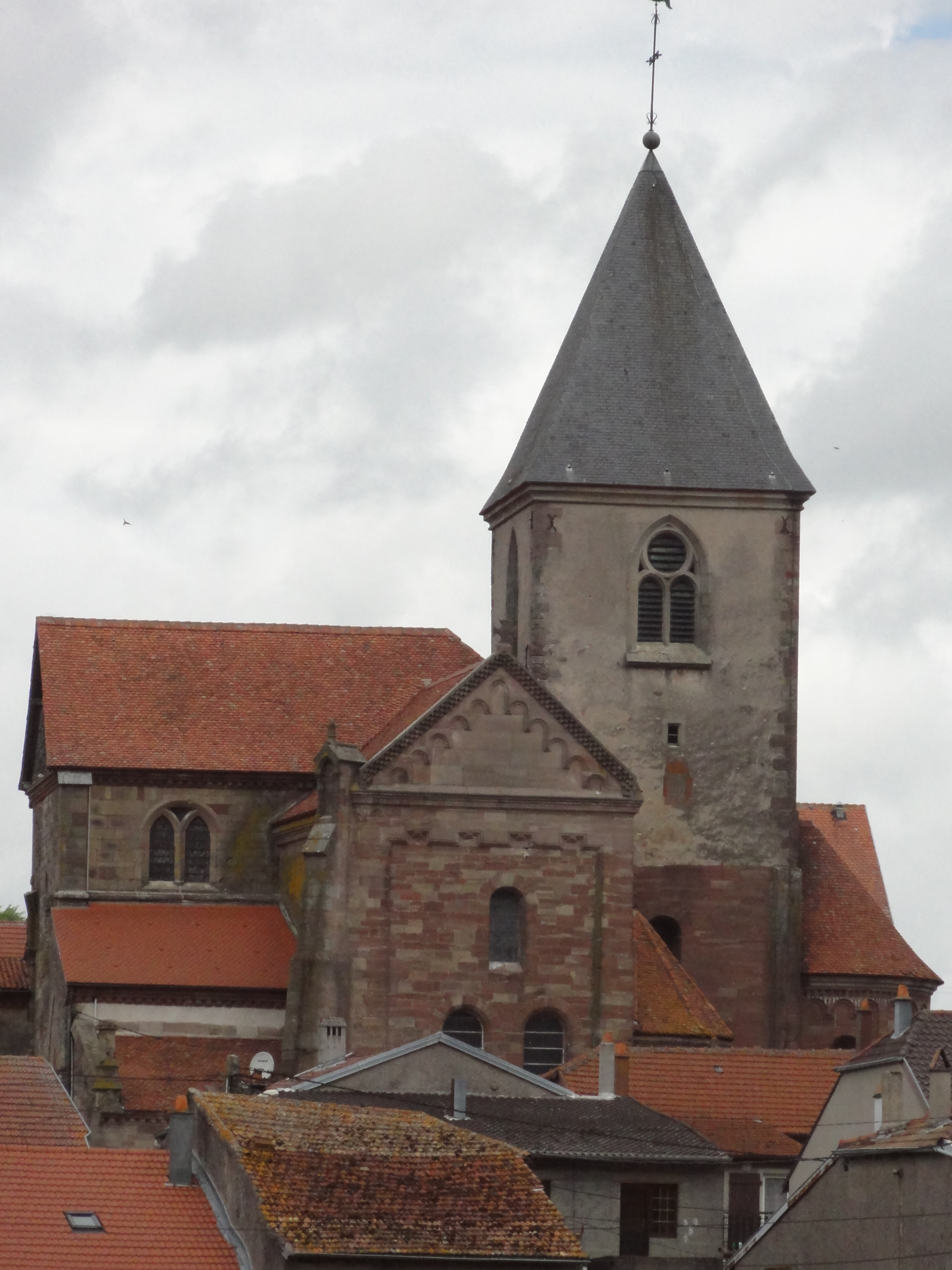
Südansicht der Kirche

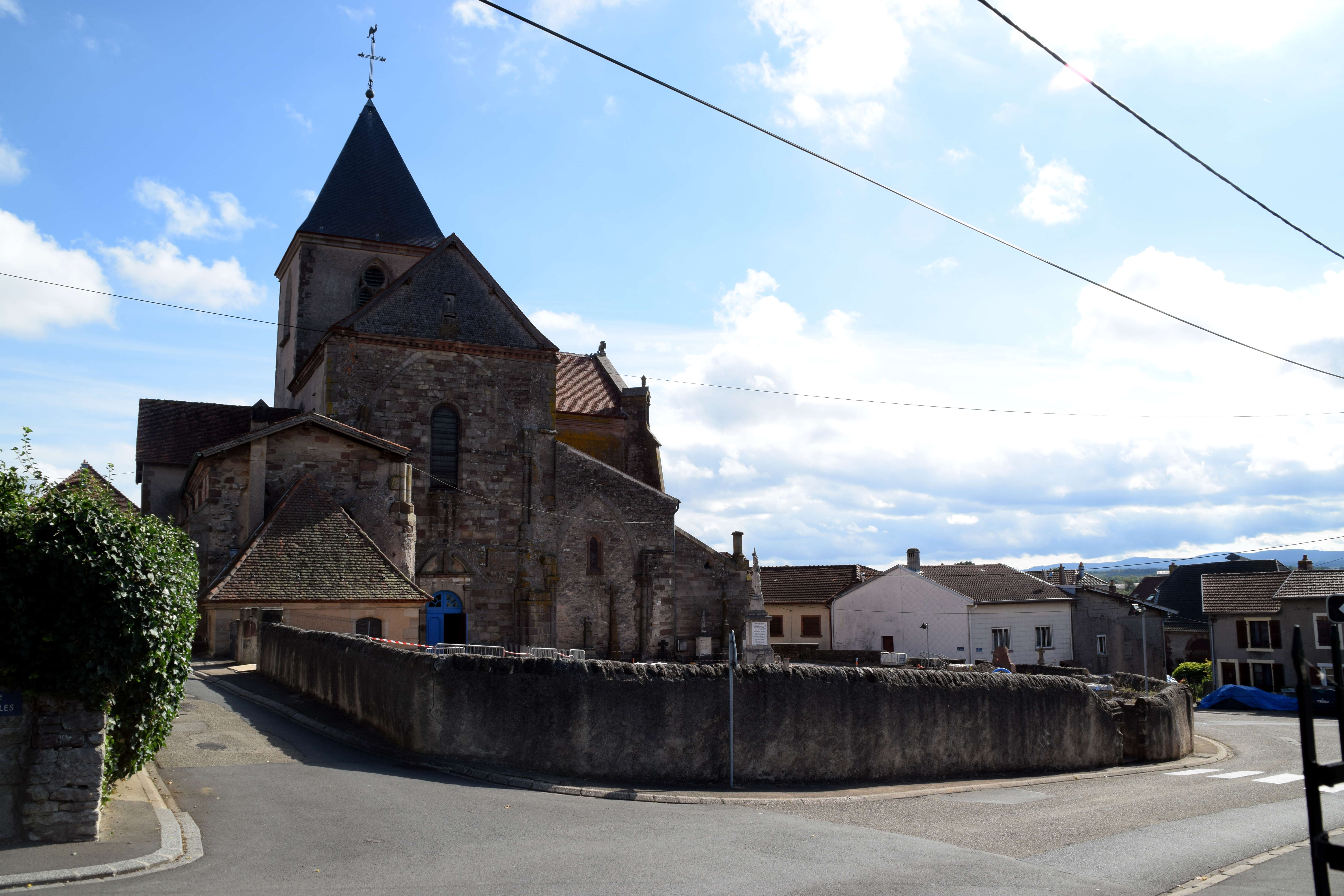
Westansicht der Kirche

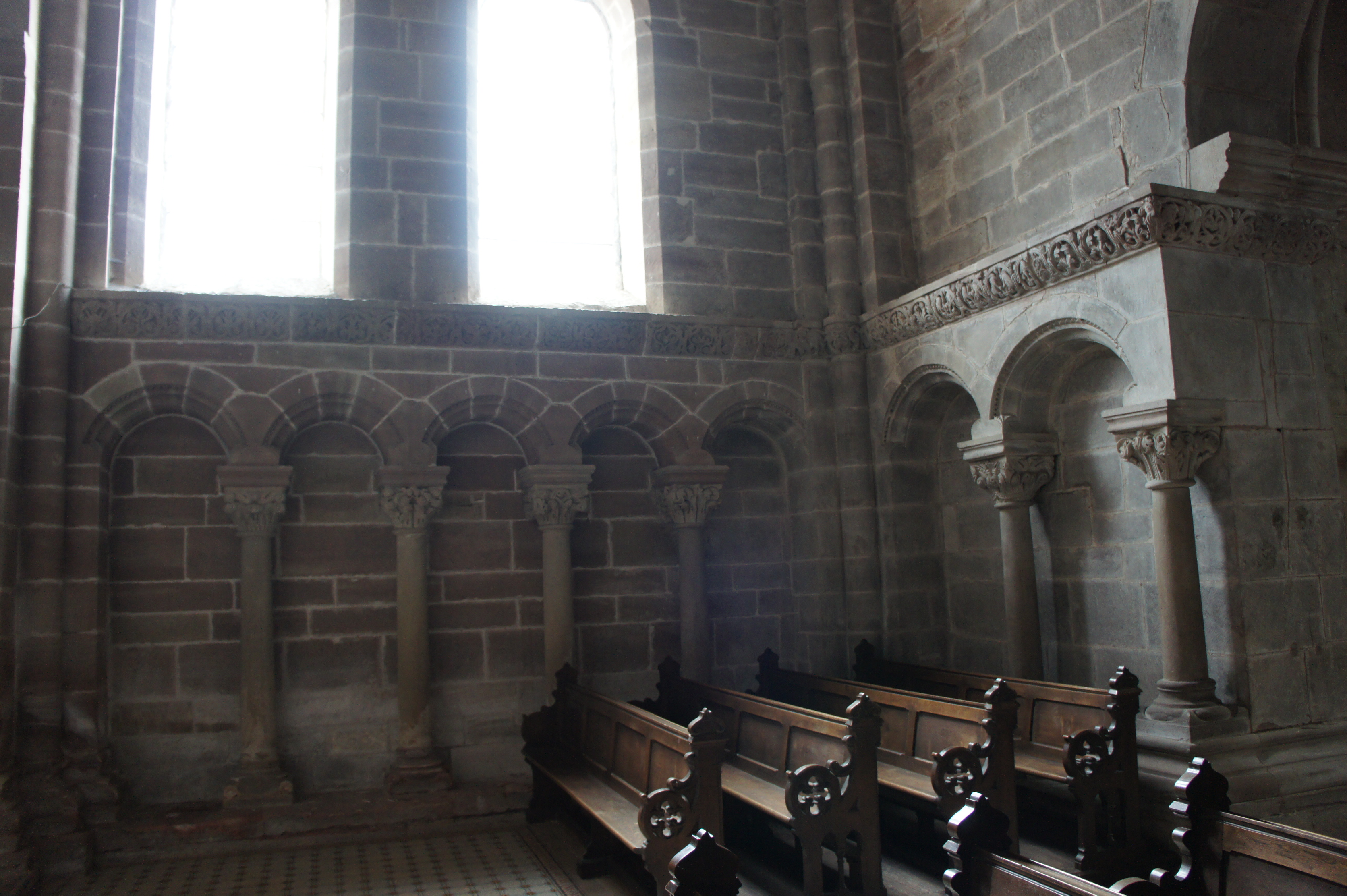
Teil des Innenraums mit Gestühl

## Geographie
Die Kirche in dem Dorf Hesse in Lothringen steht nahe bei Ortsmitte, etwa 400 m nördlich des Rhein-Marne-Kanals und vier Kilometer südlich von Sarrebourg (deutsch Saarburg).

## Geschichte
Die Kirche zählt zu den bedeutendsten erhaltenen sakralen Bauwerken Lothringens, insbesondere für den Zeitraum des Übergangs von der romanischen zur gotischen Baukunst in der Kirchenarchitektur.
Das ursprüngliche, später baulich veränderte Gotteshaus war die Klosterkirche des Benediktiner-Nonnenkloster, das hier am Anfang des 11. Jahrhunderts gegründet wurde. Das Schiff der jetzigen Kirche ist ein Teil des Querhauses (Transept) der alten Kirche, und die Säulen gehören dem 10. oder 11. Jahrhundert an.
Die Abtei soll um 1049 von Hugo II. von Dagsburg und dessen Gemahlin, den Großeltern Brunos von Egisheim-Dagsburg, des späteren Papstes Leo IX., gestiftet worden sein, und zwar zu Gunsten von Serberga, einer Nichte des Papstes, die erste Äbtissin des Konvents wurde. Papst Leo IX. soll am 22. November 1049 in der Kirche anwesend gewesen sein, nicht aber diese selbst, sondern lediglich einen darin befindlichen Altar geweiht haben. Das Kloster gehörte zur Diözese Metz.
Wegen zahlreicher Kriege wurde das Kloster verlassen und die Kirche 1277 fast völlig zerstört. Die Nonnen waren nach Bassing (Kanton Dieuze) geflüchtet, wo ihnen Graf Emich VI. von Leiningen-Dagsburg Unterkunft gewährte und ihnen Land zur Verfügung stellte. Die Nonnen kehrten jedoch bald darauf wieder zurück und ließen das Kirchenschiff noch prächtiger wieder aufbauen. Nachdem die Nonnen das Kloster bis ins 15. Jahrhundert besessen, die Bande der klösterlichen Zucht sich jedoch gelockert hatten und die Einkünfte der Abtei sehr gering geworden waren, verkauften die Äbtissin und die letzten sechs Nonnen ihre bewegliche Habe und zogen in das Kloster Biblisheim im Hagenauer Forst um. Die Abtei Hesse übergaben sie dem Grafen von Leiningen durch eine Urkunde vom 8. Mai 1442 mit der Bitte, damit nach seinem Gutdünken und zur größeren Ehre Gottes zu verfahren. Die Abtei Hesse wurde daraufhin mit dem Stift St. Stephan in Saarburg vereinigt, eine Maßnahme, die am 13. Oktober 1447 von Metzer Bischof Konrad bestätigt wurde.
Im Jahr 1482 wurde das Kloster in ein zur Windesheimer Kongregation gehöriges Augustiner-Chorherrenstift verwandelt. 1576 kam das Kloster an die Zisterzienser-Mönchsabtei Haute-Seille in Frankreich. Im 17. Jahrhundert war es bereits verfallen.
Die erste Äbtissin besaß das Münzrecht und viele Privilegien; Reste ihres Grabdenkmals wurden 1844 wieder aufgefunden.

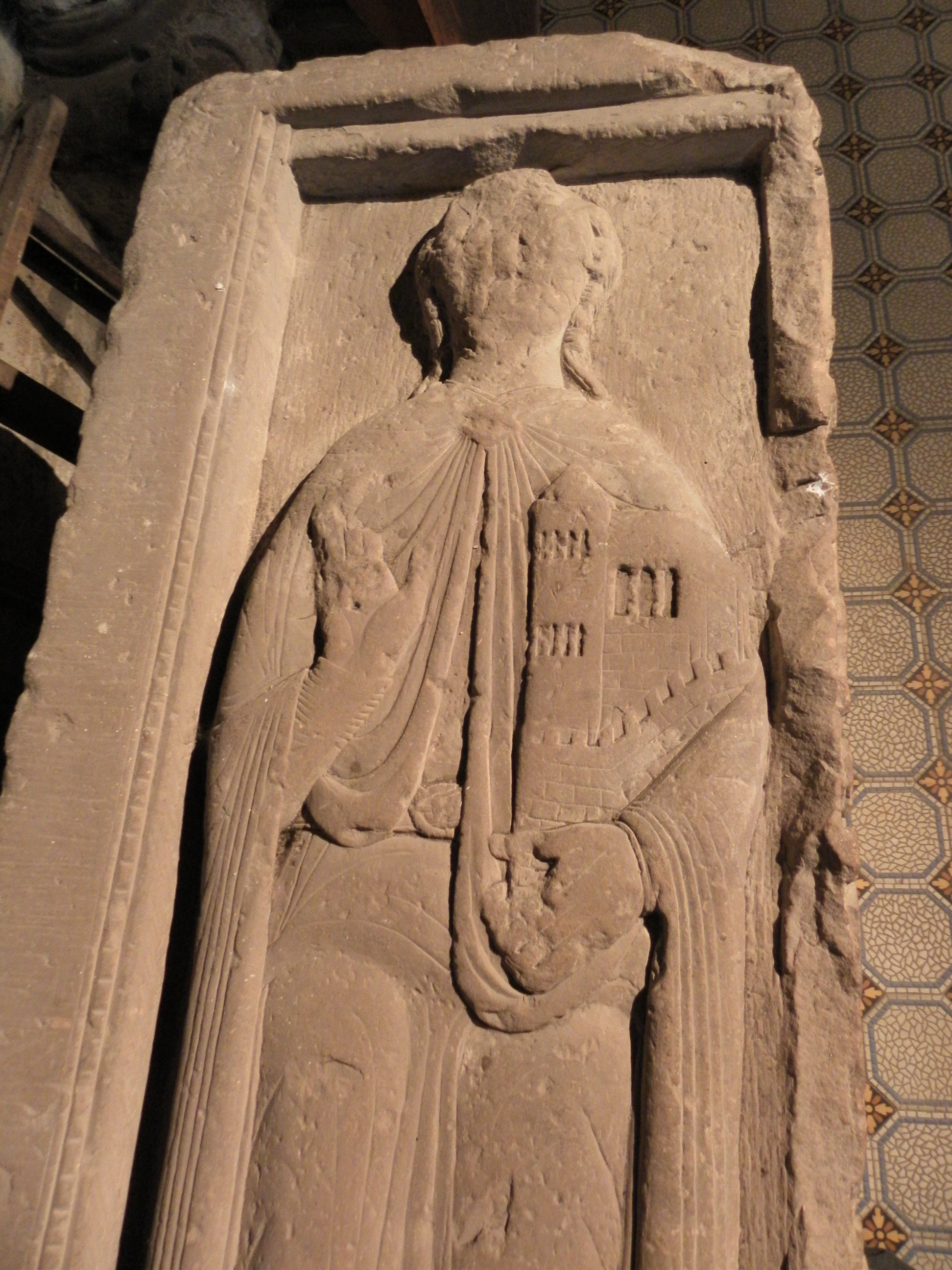
Epitaph für Graf Hugo IV. von Egisheim-Dagsburg
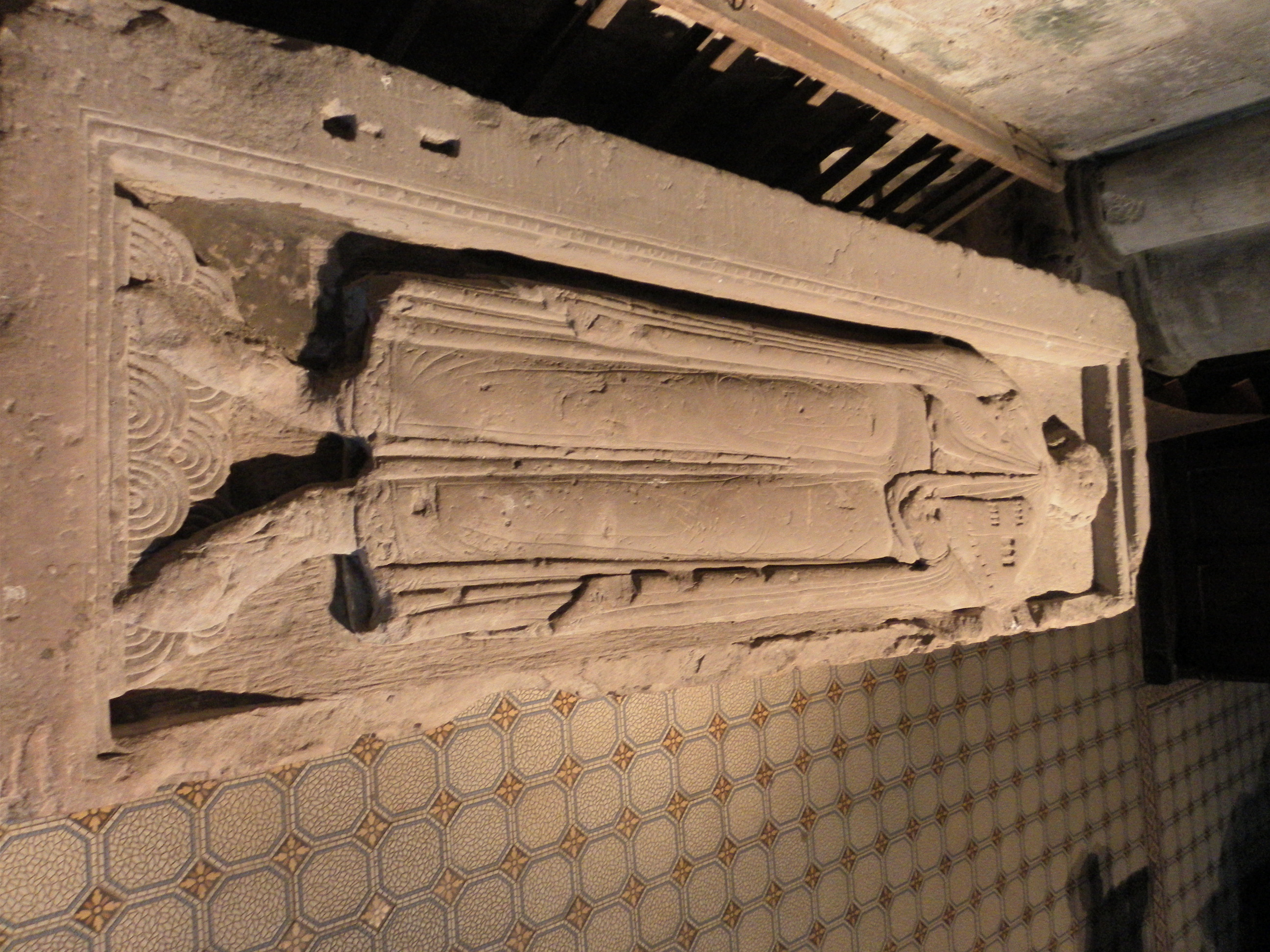
Epitaph für Graf Hugo IV. von Egisheim-Dagsburg
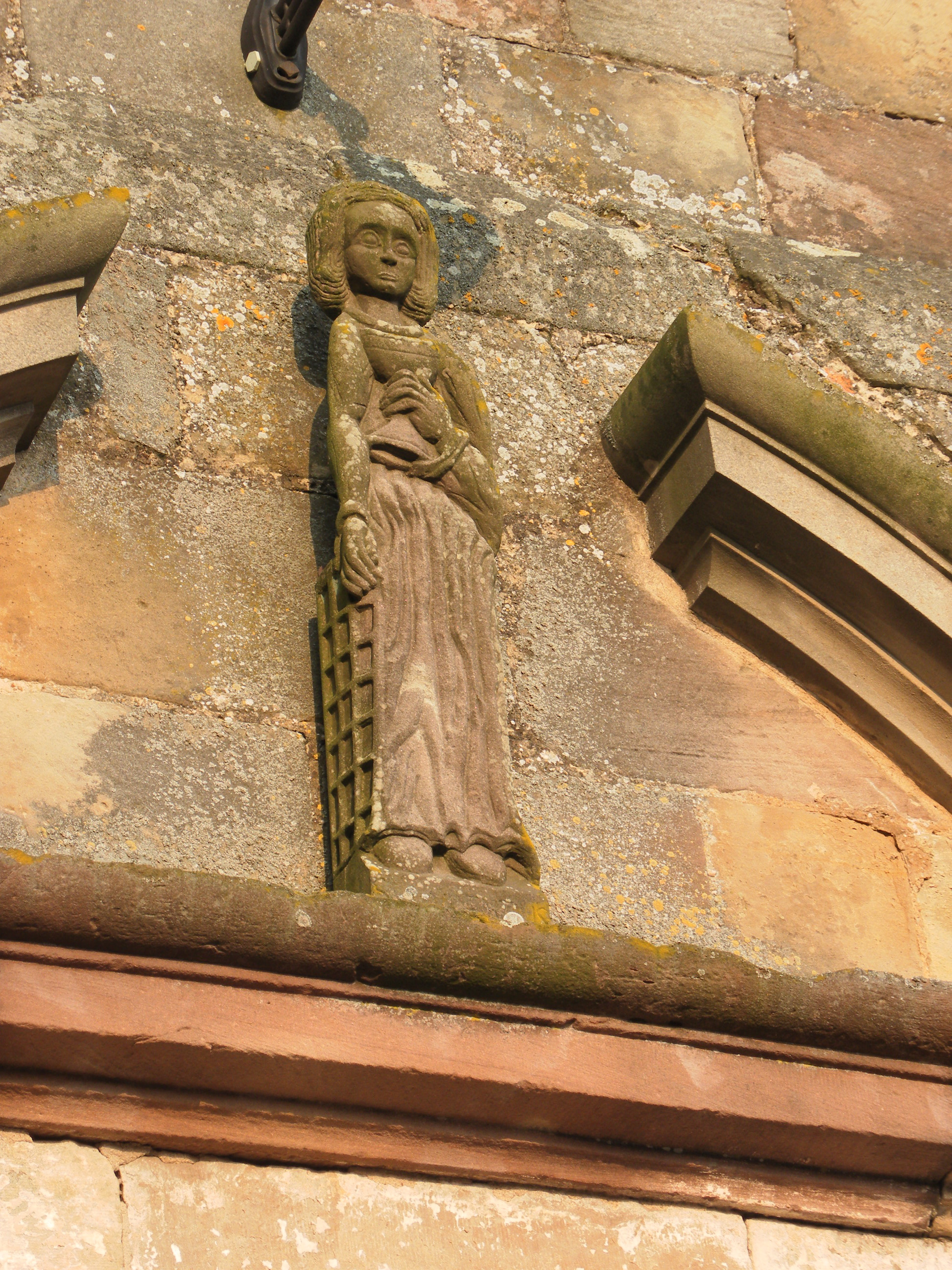
Skulptur des hl. Laurentius
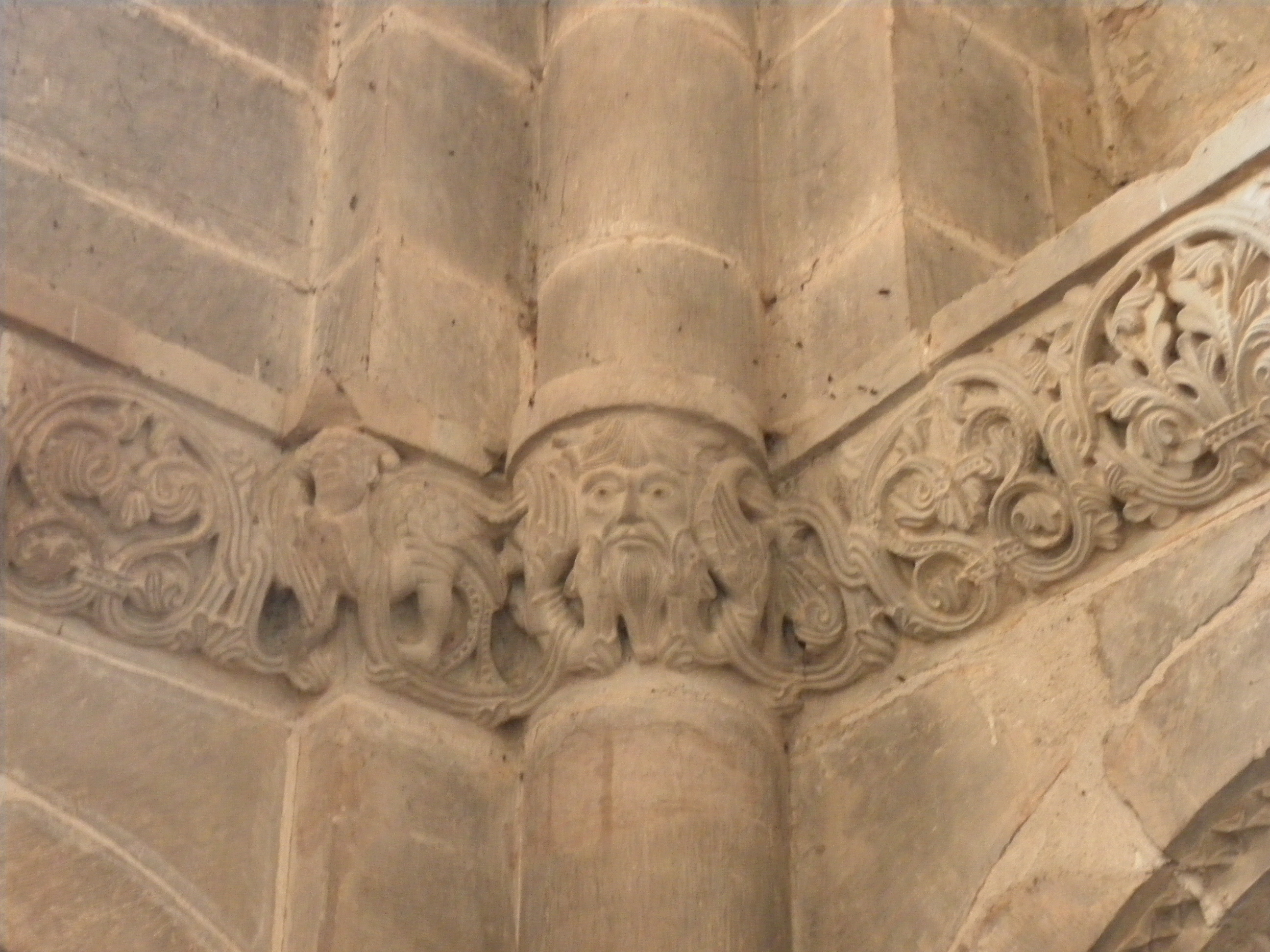
Romanischer Fries mit Fabelwesen in einer Ecke
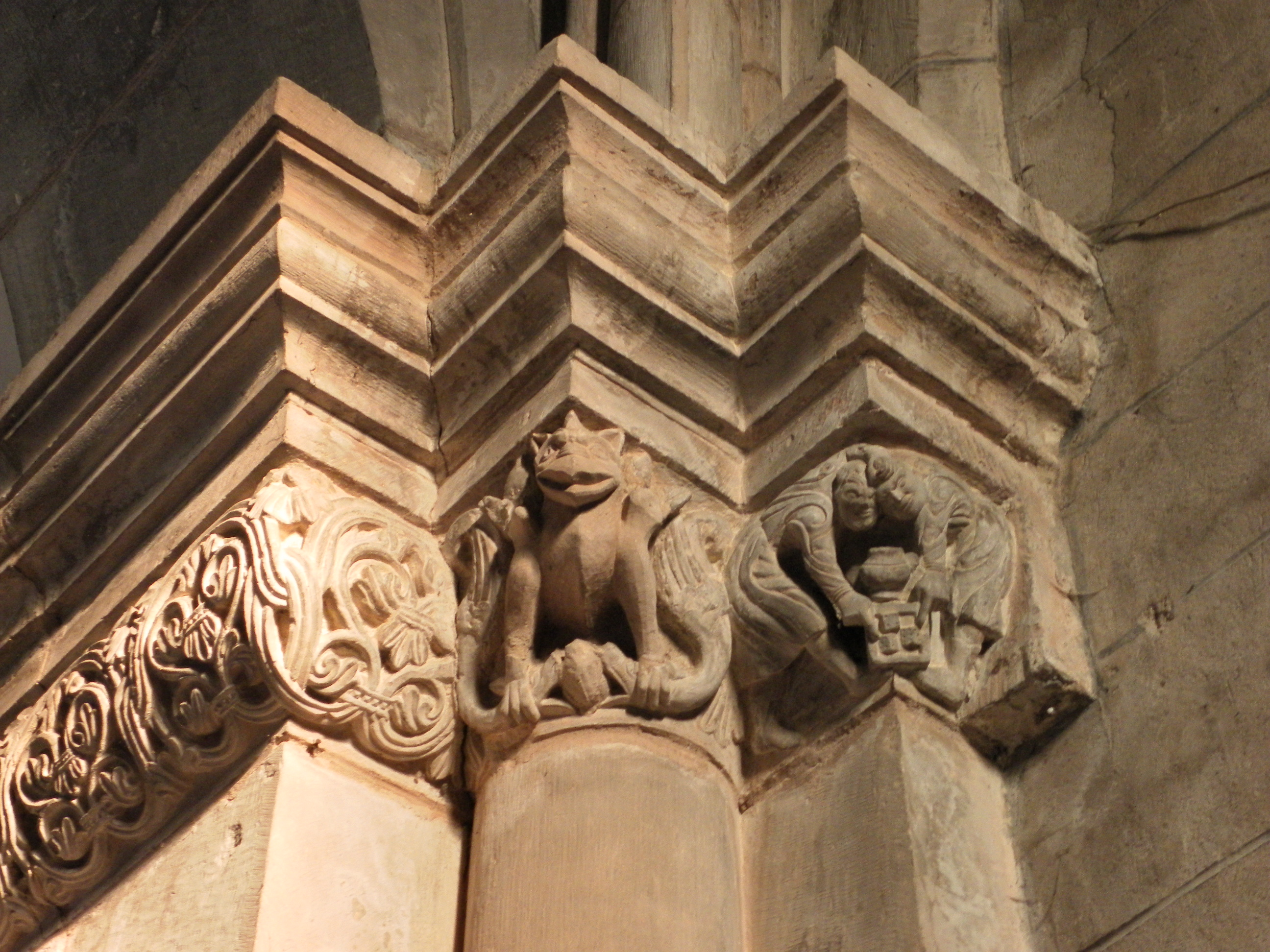
Romanischer Fries mit drei Fabelwesen (auf Rundsäule) und zwei Männern beim Glücksspiel mit Würfeln (auf eckiger Säule)